# John Bani
Pour les articles homonymes, voir Bani.
John Bani (né le 1er juillet 1941) est un homme d'État, président de la république de Vanuatu du 25 mars 1999 au 24 mars 2004.

## Biographie
John Bani est un prêtre anglican, membre du parti conservateur et francophone de l'Union des partis modérés (UPM, Union of Moderate Parties ou UMP en anglais). John Bani a choisi de ne pas se représenter à la présidence lors de l'élection de 2004.